# Гіг V
Гіг V (фр. Guigues V d'Albon; бл. 1125 — 29 липня 1162) — 4-й граф Альбонський і Гренобльський, 1-й дофін В'єннський в 1142—1162 роках. Завершив загалом формування Дофіне, отримав офіційне визнання своїх титулів та прав від імператора Священної Римської імперії Фрідріха Барбаросси.

## Життєпис
Походив з Альбонського дому. Син Гіга IV, графа Альбонського, та Маргарити де Макон. В 1142 році після смерті батька успадкував графство Альбонське. Втім через молодий вік до 1153 року регентство здійснювала його мати. 1144 року було засновано картезіанський монастир дю-Валь-Сте-Марі в Буванті. 1145 року було затверджено договір Гіга III, графа Альбона, з Гуго I, архієпископом В'єнну, щодо графства Сермантес, що потрапляло в спільну власність.
Перебравши фактичну владу Гіг V вирішив помститися Амадею III, графу Савойському, за вбивство свого батька. Він взяв в облогу савойську столицю Монмельян. Втім зазнав поразки й вимушений був відступити. Мирний договір, що зафіксував статус-кво, було укладено за посередництва Гуго II, єпископа Гренобля. 1155 року в Ріволі (поблизу Туріну) Гіг V визнав зверхність Фрідріха I, імператора Священної Римської імперії. Натомість останній визнав за Гігом V усі родинні володіння, затвердив спадкову посаду сенешаля Арелатського королівства, передав срібну копальню в Рамі та право самостійно карбувати монети в Чезані. В свою чергу Бертольд IV, герцог Церінген, передав Гігу V свої права ректора (намісника) Арелатського королівства. Натомість граф Альбонський запевнив у визнанні прав ректора.
В тому ж році одружився з Беатрісою Монферратською, родичкою імператора. Цим було зміцнено становище Гіга V в Арелаті. Після цього першим прийняв титул дофіна В'єнна. Також скористався підтримкою імператора для отримання більшої влади над містом В'єнн, відтіснивши від урядування Етьєнна, архієпископа В'єннського. Помер 1162 року. Усі володіння успадкувала його єдина донька Беатриса.